# 코펜하겐 대학교

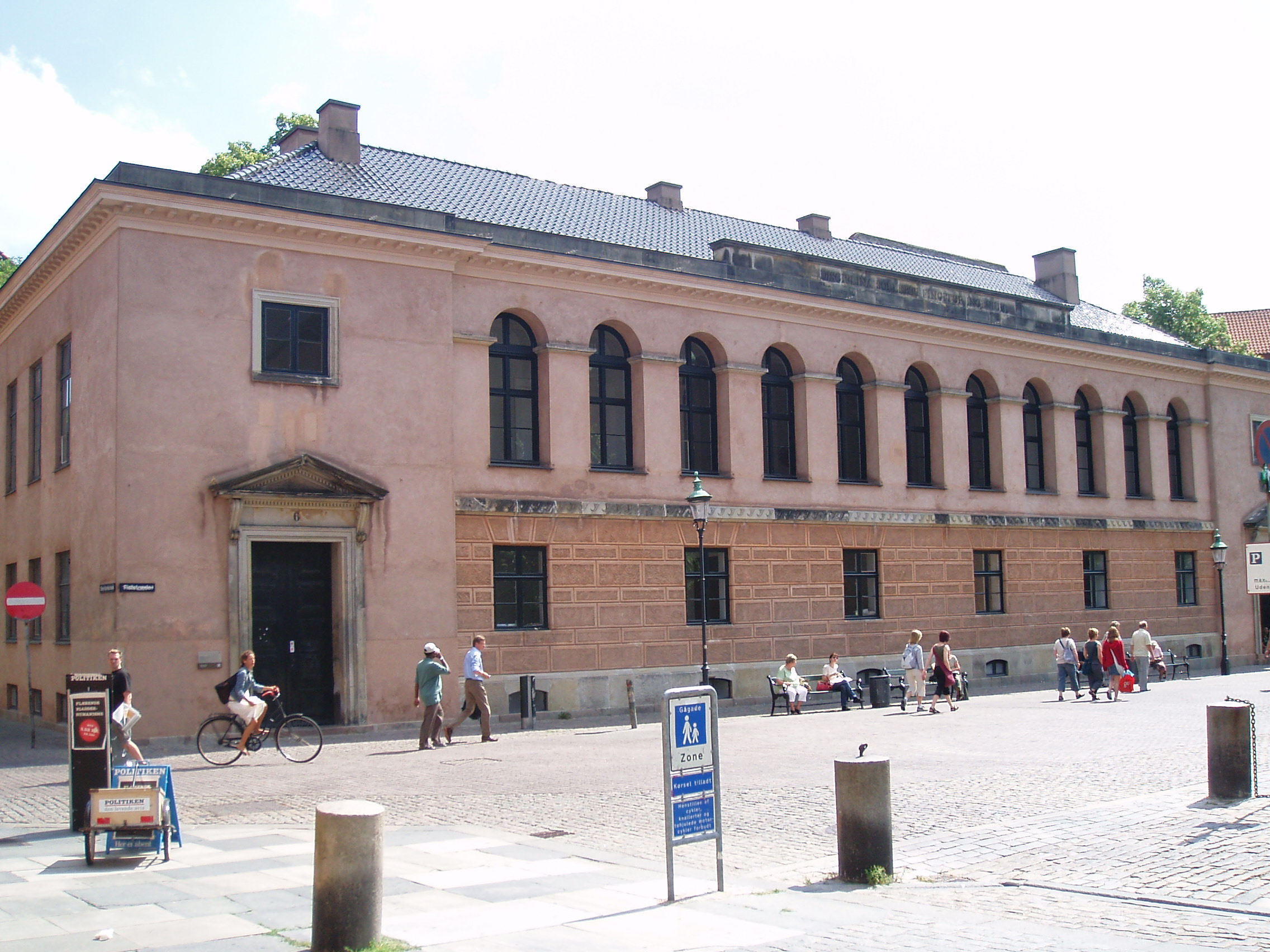
Fiolstræde.

코펜하겐 대학교(Københavns Universitet)는 덴마크에서 가장 오래되고 규모가 큰 대학교이자 연구기관이다. 1479년에 설립되었으며, 37,000명이 넘는 학생이 다니고, 그 중 다수는 여성(59%)이며, 7,000명이 넘는 교직원이 있다. 대학교는 여러 캠퍼스를 코펜하겐에 세웠으며, 이 가운데 가장 오래된 것은 코펜하겐의 중앙에 위치한다. 대부분의 강의가 덴마크어로 이루어지지만, 영어 강의가 많이 개설되어 있으며 독일어 강의도 제공된다. 2800명의 외국 학생들이 공부하고 있으며, 그 중 절반은 북유럽 국가에서 온 학생이다.
이 대학교는 연구대학교 국제 연맹(International Alliance of Research Universities)에 케임브리지 대학교, 옥스퍼드 대학교, 예일 대학교 등과 함께 속해 있다. 유럽의 저명한 연구 기관 중 하나로서, 스칸디나비아 지역에서 상위권에 속하는 대학교으로 인식되고 있으며, 타임즈 고등교육의 세계 대학 순위에 따르면 세계 50대 대학에 포함된다.